# 永野芳宣
永野 芳宣（ながの よしのぶ、1931年- ) は、日本の実業家、経営評論家。

## 略歴
福岡県久留米市出身、横浜市立大学商学部卒業、東京電力に勤務し、常任監査役、特別顧問、日本エネルギー経済研究所研究顧問、政策科学研究所長・副理事長、九州電力エグゼクティブアドバイザー、立山科学グループ特別顧問、福岡大学研究推進部客員教授などを経て、久留米大学特命教授。イワキ（株）特別顧問、（株）正興電機製作所顧問、ジット（株）顧問、ＴＭ研究会事務局長などを務める。

## 著書
- 『外圧に抗した男 岩崎小弥太の懺悔拒否』角川書店 2001
- 『小説古河市兵衛 古河グループを興した明治の一大工業家』中央公論新社 2003
- 『日本型グループ経営 グローバル経済に勝ち残る戦略』ダイヤモンド社 2004
- 『「明徳」経営論 社長のリーダーシップと倫理学』中央公論新社 2005
- 『物語ジョサイア・コンドル 丸の内赤レンガ街をつくった男』中央公論新社 2006
- 『日本の著名的無名人』全5巻 財界研究所 2006-2011
- 『ミニ株式会社が日本を変える 新会社法の効果』産経新聞出版 2007
- 『資本主義バカの後始末』西日本新聞社 2008
- 『蒲島郁夫の思い 世界一の熊本へ 日本の著名的無名人 特別号』財界研究所 2009
- 『目指せ日本一だ 行動する福岡商工会議所 日本の著名的無名人 特別号』財界研究所 2010
- 『急げ!国産資源の輸出戦略 日本型加工経済の終わり』西日本新聞社 2010
- 『3・11《なゐ》にめげず 賢く強い日本人になろう』財界研究所 2011
- 『脱原発は《日本国家の打ち壊し》』財界研究所 2012
- 『電気の正しい理解と利用を説いた本』石原進監修 財界研究所 2012
- 『くまモン博士、カバさん 蒲島郁夫、華の半生』財界研究所 2013
- 『発送電分離は日本国家の心臓破壊 もっとも危険な電力国家管理の始まり』財界研究所 2013
- 『水・電気・食料の国家支配の排除が道州制成功の鍵』財界研究所 2013
- 『過信 踊る電流列島の危機《最後の作戦開始》』財界研究所 2014
- 『日本を滅ぼすとんでもない電力自由化』エネルギーフォーラム 2014
- 『きれいな地球にする覚悟 電力システム改革の総括書』財界研究所 2015
- 『『感覚文明』の始まり AIの命である電気を活かして』財界研究所 2017

### 共著
- 『クリーンエネルギー国家の戦略的構築 二十一世紀の電気文明時代を生きる知恵』南部鶴彦,合田忠弘,土屋直知共著, 石原進共監修 財界研究所 2012

## 論文
- <永野芳宣